# لي دا
لي دا (بالصينية: 李达) هو مترجم وسياسي صيني، ولد في 1890، وتوفي في 1966. نشط حزبياً في الحزب الشيوعي الصيني. وقد انتخب Head of the Publicity Department of the Chinese Communist Party ‏.